# Морские течения
Морские (океанские) течения — постоянные или периодические потоки в толще мирового океана и морей. Различают постоянные, периодические и неправильные течения; поверхностные и подводные, теплые и холодные течения. В зависимости от причины течения выделяются ветровые и плотностные течения. Расход течения измеряется в свердрупах.

## Классификация течений
Течения классифицируют по различным признакам: по вызывающим их силам (генетические классификации), по устойчивости, по глубине расположения в толще вод, по характеру движения, по физико-химическим свойствам.
Выделяют три группы течений:
- Градиентные течения, вызванные горизонтальными градиентами гидростатического давления, возникающими при наклоне изобарических поверхностей относительно изопотенциальных (уровневых) поверхностей
  - Плотностные, вызванные горизонтальным градиентом плотности
  - Компенсационные, вызванные наклоном уровня моря под воздействием ветра
  - Бароградиентные, вызванные неравномерным атмосферным давлением над морской поверхностью
  - Сейшевые, возникающие в результате сейшевых колебаний уровня моря
  - Стоковые, или сточные, возникающие в результате возникновения избытка воды в каком-либо районе моря (как результат притока материковых вод, осадков, таяния льдов)
- Течения, вызванные ветром
  - Дрейфовые, вызванные только влекущим действием ветра
  - Ветровые, вызванные и влекущим действием ветра, и наклоном уровня моря и изменением плотности воды, вызванными ветром
- Приливные течения, вызванные приливами.
  - Отбойное течение

Приливные течения наиболее сильные, особенно проявляются у берега, на мелководье, в проливах и устьях рек.
В океанах и морях течения обычно обусловлены совокупным действием нескольких сил. Течения, которые продолжают существовать после окончания действия вызвавших их сил, называют инерционными.
По изменчивости течения разделяют на периодические и непериодические:
- Периодические течения меняются с определённым периодом. К таким течениям относят приливные течения.
- Непериодические течения связаны с временными причинами (например, возникают под воздействием циклона).

Выделяют течения, скорости и направления которых мало меняются за сезон (муссонные) или за год (пассатные).
Течения, которые не изменяются во времени, называют установившимися течениями, а изменяющиеся во времени — неустановившимися.
Течения по преобладающему в них направлению делятся на зональные, идущие на запад и на восток, и меридиональные — несущие свои воды на север или юг.

## Ветровые течения
Ветровые течения определяются направлением преобладающих ветров. Это всегда поверхностные течения, они образуются под совокупным влиянием сил трения, турбулентной вязкости, градиента давления, силы Кориолиса. К числу сильнейших ветровых течений относятся Северное и Южное Пассатные течения, течение Западных Ветров и др. Теория ветровых течений была разработана шведом В. Экманом, русскими учёными В. Б. Штокманом и Н. С. Линейкиным, американцем Г. Стоммелом.

## Плотностные течения
Плотностные течения определяются различиями в плотности воды. Примером плотностного течения является Гольфстрим, а также северо-тихоокеанское течение.

## Таблица течений
| Течение                       | Бассейн                  | Температура         | Вид течения         |
| ----------------------------- | ------------------------ | ------------------- | ------------------- |
| Трансарктическое течение      | Северный Ледовитый океан | Нейтральное течение | Стоковое (сток рек) |
| Восточно-Гренландское течение | Северный Ледовитый океан | Холодное течение    |                     |
| Восточно-Исландское течение   | Северный Ледовитый океан | Холодное течение    |                     |
| Норвежское течение            | Северный Ледовитый океан | Тёплое течение      |                     |
| Нордкапское течение           | Северный Ледовитый океан | Тёплое течение      |                     |
| Шпицбергенское течение        | Северный Ледовитый океан | Тёплое течение      |                     |
| Североэкваториальное течение  | Тихий океан              | Тёплое течение      |                     |
| Куросио                       | Тихий океан              | Тёплое течение      | Плотностное         |
| Северо-Тихоокеанское течение  | Тихий океан              | Тёплое течение      |                     |
| Калифорнийское течение        | Тихий океан              | Холодное течение    |                     |

Атлантический океан: см. Категория:Течения Атлантического океана